# Croix Servin
La croix Servin est une croix de chemin située sur le territoire de la commune de Monts-sur-Orne, en France.

## Localisation
La croix est située dans le département de l'Orne, à l'est du territoire de la commune déléguée de Goulet (commune nouvelle de Monts-sur-Orne), au bord de la route départementale no 771.

## Historique
La croix date du XIIIe siècle.
Elle est inscrite au titre des monuments historiques depuis le 28 février 1955.

## Description

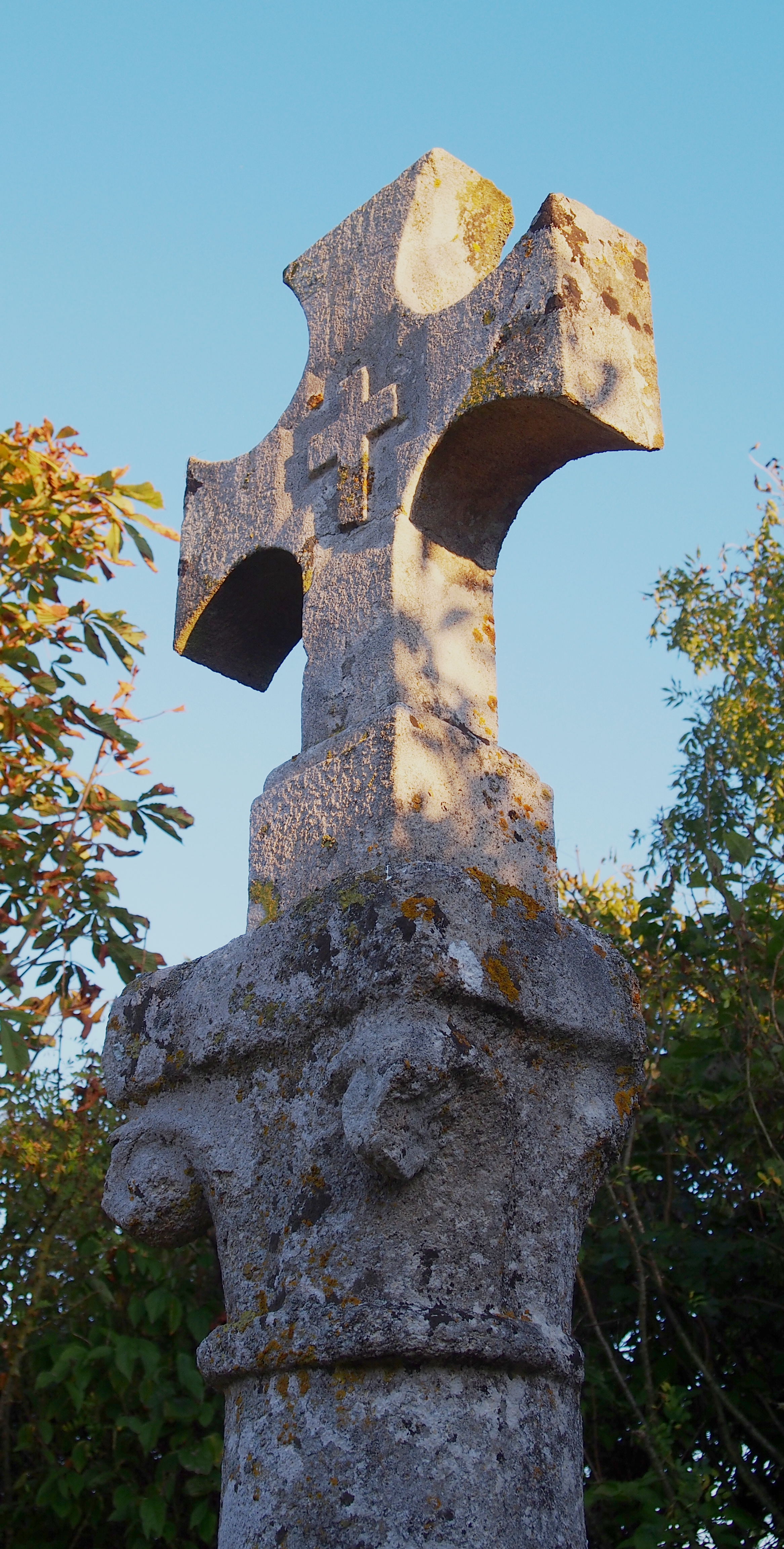
Détail du croisillon.

Cette croix de chemin est sculptée en calcaire et montée sur un fût cylindrique.